# Eressa
Genre
Eressa est un genre de Lépidoptères de la famille des Arctiidae. Il comprend une cinquantaine d'espèces originaires d'Asie du Sud et du Sud-Est et d'Australie.

## Systématique
Le nom scientifique complet (avec auteur) de ce taxon est Eressa Walker, 1854.
Les genres suivants sont synonymes de Eressa selon GBIF (21 juin 2021) :
- Chloromeles Meyrick, 1886
- Ctenandra Felder, 1861
- Trianeura Butler, 1876

## Liste des espèces
Selon GBIF (21 juin 2021) :
- Eressa affinis Moore, 1877
- Eressa africana Hampson, 1914
- Eressa analis Aurivillius, 1925
- Eressa angustipenna Lucas
- Eressa annosa Walker
- Eressa aperiens Walker
- Eressa buddha Zerny, 1931
- Eressa catena Wileman, 1910
- Eressa confinis Walker, 1854

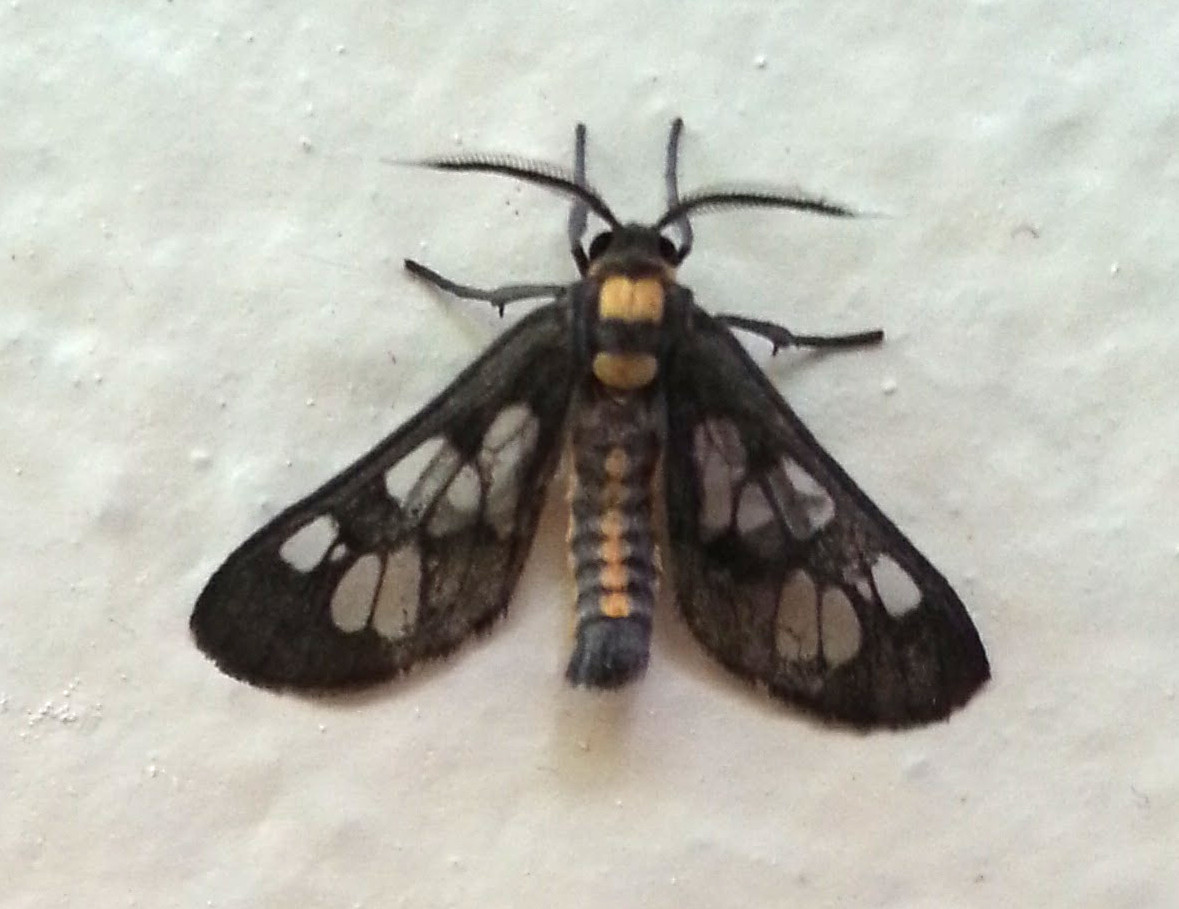
Eressa confinis.

- Eressa dammermanni van Eecke, 1933
- Eressa deliana Roepke, 1935
- Eressa discinota Moore
- Eressa dohertyi Rothschild
- Eressa eressoides Hampson
- Eressa erythrosoma Hampson
- Eressa everetti Rothschild
- Eressa furva Hampson
- Eressa geographica Meyrick, 1886
- Eressa guttulata Stauder, 1915
- Eressa ichneumoniformis Rothschild
- Eressa javanica Obraztsov, 1954
- Eressa lepcha Moore
- Eressa lutulenta Snellen
- Eressa megalospila Turner, 1922
- Eressa megatorna Hampson
- Eressa microchilus Hampson
- Eressa multigutta Walker
- Eressa naclioides Felder, 1861
- Eressa nigra Hampson
- Eressa paurospila Turner, 1922
- Eressa pleurosticta Hampson, 1910
- Eressa quinquecincta Hampson
- Eressa rhysoptila
- Eressa robusta Holloway, 1976
- Eressa rubribasis Joannis, 1912
- Eressa semifusca Hampson
- Eressa sexpuncta Rothschild
- Eressa siamica Walker
- Eressa simplex Rothschild
- Eressa stenothyris Turner, 1933
- Eressa subaurata Walker
- Eressa syntomoides Rothschild
- Eressa vespa Hampson
- Eressa vespina Rothschild, 1912
- Eressa vespoides Rothschild
- Eressa xanthostacta Hampson
- Eressa ypleta Swinhoe